# Все заради Джексона
Все заради Джексона (Anything for Jackson) — канадійський фільм жахів 2020 року виробництва. Режисер Джастін Дж. Дік; сценарист Кіт Купер. Продюсери Кіт Купер та Джастін Дж. Дік. Світова прем'єра відбулася 4 квітня 2020 року; прем'єра в Україні — 1 квітня 2021-го.

## Зміст
Літня пара укладає угоду з дияволом і викрадає вагітну дівчину, щоби провести ритуал реінкарнації, помістивши душу свого загиблого онука в іще ненароджену дитину за допомогою древньої книги заклинань.
Одначе обряд не вдалося завершити, тому через відкритий портал в будинок потрапляє могутній демон Сургат. Він починає керувати страхами літньої пари та їхніх сусідів.
Викрадена Шеннон намагається врятуватися, розуміючи — будинок став не просто оселею демонів, а сталося саме пришестя диявола.

## Знімались
- Шейла Маккарті — Одрі
- Джуліан Річінгс — Генрі
- Яннік Біссон — Рорі